# Gonin no kangofu
Gonin no kangofu è un film del 1941 diretto da  Kōzō Saeki.
Uscito in Giappone il 13 novembre del 1941 non venne mai distribuito in Italia. Fu scritto da Hiroshi Ayusawa e Sampei Takekura, ed annoverava nel cast interessanti attori dell'epoca come Tamashiro Hisamatsu, Akane Hisano e Midori Koyanagi.